# P3 Dokumentär
P3 Dokumentär är ett radioprogram i Sveriges Radio P3 skapat av Kristofer Hansson och Fredrik Johnsson. Programmet blickar bakåt, gräver i arkiven och pratar med dem som var med när det hände, där det hände. Händelserna utspelar sig i Sveriges nutidshistoria och kan vara lokalt förankrade till storpolitiska maktspel. 

## Om programmet
P3 Dokumentär skapades av Kristofer Hansson och Fredrik Johnsson. Den allra första dokumentären sändes första gången våren 2004 och handlade om mordet på Olof Palme vilket sändes i Frispel i P3. 2005 sändes programmet på storhelger som Påskhelgen, Nationaldagen och 2006 blev programmet en fast punkt i tablån.
Programmet har flera gånger nominerats till Stora Radiopriset och även utsetts till Årets Podradio tre år i rad på sidan podradio.nu. 2009 tilldelades P3 Dokumentär Stora Radiopriset för "Årets Public Service 2009". Motiveringen löd: "Analytiskt, dynamiskt, spännande, journalistiskt och ljudmässigt moget har P3 Dokumentär levandegjort svensk nutidshistoria för sina lyssnare."
2011 mottog P3 Dokumentär Lars Salvius-priset. Juryns motivering lyder: "Lars Salvius-priset för år 2010 tilldelas P3 Dokumentär för sin nyskapande strävan att nå nya lyssnare med fördjupande berättelser om vår samtidshistoria."
Programmet berättar alltid utifrån ett Sverigeperspektiv, om nutidshistorien, människorna bakom rubrikerna och sätter avgörande händelser i ett sammanhang. Systerprogrammet P3 Dokumentär Special gör liknande reportage men ofta rörande händelser eller fenomen ute i världen. Ytterligare ett systerprogram, P3 Dokumentär Världen hade premiär 25 juli 2010.
Ledmotivet till P3 dokumentär är låten "Marathon" med artisten Promoe.

## Program
Program och programmakare i serien P3 Dokumentär, P3 Dokumentär Special och P3 Dokumentär Världen efter första sändningsdatum:

### 2005
- Tjernobylolyckan • Kristofer Hansson och Fredrik Johnsson • 2005-03-25
- Ambassadockupationen i Stockholm 1975 • Kristofer Hansson och Fredrik Johnsson • 2005-03-28
- John Ausonius (Lasermannen) • Kristofer Hansson och Fredrik Johnsson • 2005-05-05
- Stig Bergling • Kristofer Hansson och Fredrik Johnsson • 2005-06-06
- Norrmalmstorgsdramat • Kristofer Hansson och Fredrik Johnsson • 2005-06-24

### 2006
- Styckmordsrättegången (Catrine Da Costa) • Kristofer Hansson och Fredrik Johnsson • 2006-01-29
- BT Kemiskandalen • Kristofer Hansson och Fredrik Johnsson • 2006-02-12
- Estoniakatastrofen • Kristofer Hansson och Fredrik Johnsson • 2006-02-26
- Mordet på Olof Palme • Kristofer Hansson och Fredrik Johnsson • 2006-02-28 (Pilotprogram, sänt första gången 2004)
- Neurosedynkatastrofen • Kristofer Hansson och Fredrik Johnsson • 2006-03-12
- Trustorhärvan • Kristofer Hansson och Fredrik Johnsson • 2006-03-26
- Baseballigan • Kristofer Hansson och Fredrik Johnsson • 2006-04-09
- Ubåtshotet • Kristofer Hansson och Fredrik Johnsson • 2006-04-23
- Bombmannen • Kristofer Hansson och Fredrik Johnsson • 2006-05-07
- Joy Rahman • Kicki Möller och Anton Berg • 2006-05-20
- Konstkupperna på Nationalmuseum & Moderna museet • Kristofer Hansson och Fredrik Johnsson • 2006-06-04
- Militärligan • Kristofer Hansson och Fredrik Johnsson • 2006-08-28
- Skomakarligan • Kristofer Hansson och Fredrik Johnsson • 2006-09-11
- Boforsaffären • Kristofer Hansson och Fredrik Johnsson • 2006-09-24
- Tvångssteriliseringarna • Kristofer Hansson och Fredrik Johnsson • 2006-10-08
- Fermenta • Kristofer Hansson och Fredrik Johnsson • 2006-10-22
- Diskoteksbranden • Anton Berg • 2006-10-29
- Stureplansmorden • Kristofer Hansson och Fredrik Johnsson • 2006-11-19
- Dagmar Hagelin • Kristofer Hansson och Fredrik Johnsson • 2006-12-03
- Lars-Inge Svartenbrandt • Kristofer Hansson och Fredrik Johnsson • 2006-12-17

### 2007
- IB-Affären • Fredrik Johnsson • 2007-06-17
- Hallandsåsen • Kristofer Hansson • 2007-06-24
- Bulltoftakapningen • Fredrik Johnsson • 2007-07-01
- Svensken i Bolivia • Kristofer Hansson • 2007-07-08
- DC 3:an • Fredrik Johnsson • 2007-07-15
- Fallet Cats Falck • Kristofer Hansson • 2007-07-22
- IT-bubblan • Anton Berg • 2007-07-29
- HIV-skräcken • Anton Berg • 2007-08-05
- Flyktingströmmen • Anton Berg • 2007-08-12
- Kongokrisen • Fredrik Johnsson • 2007-11-11
- Göteborgskravallerna • Anton Berg • 2007-11-25
- Kärnkraften • Erik Hedtjärn • 2007-12-09
- Ebbe Carlsson-affären • Kristofer Hansson • 2007-12-23

### 2008
- Lidingöligan och fallet Lars Kihlstedt • Anton Berg • 2008-03-16
- JAS-projektet • Fredrik Johnsson • 2008-03-23
- Svenska kärnvapenprogrammet • Kristofer Hansson • 2008-03-30
- Bordellhärvan • Anton Berg • 2008-04-06
- Harald Edelstam • Fredrik Johnsson • 2008-04-13
- TV4-spionen • Kristofer Hansson • 2008-04-20
- Mordet på Fadime Sahindal • Siri Ambjörnsson och Emma Janke • 2008-04-27
- Gottrörakraschen • Fredrik Johnsson • 2008-05-04
- Skandiaaffären • Anton Berg • 2008-05-11
- Kårhusockupationen • Erik Hedtjärn • 2008-05-18
- Mordet på Anna Lindh • Kristofer Hansson • 2008-06-01
- Kalixhärvan • Fredrik Johnsson • 2008-06-23
- Ronnie Peterson • Anton Berg • 2008-09-06
- Raset i Tuve • Kristofer Hansson • 2008-10-05
- 90-talskrisen • Gustav Edman • 2008-10-12
- Stig Wennerström • Fredrik Johnsson • 2008-10-19
- Åmselemorden • Sara Lundin • 2008-10-26
- Thomas Quick • Kristofer Hansson • 2008-11-02
- Polismorden i Malexander • Fredrik Johnsson • 2008-11-09
- Svenska hackers • Kristofer Hansson • 2008-11-16
- Veganrörelsen • Sara Lundin • 2008-11-23
- Raoul Wallenberg • Fredrik Johnsson • 2008-11-30
- Kidnappningen i Kashmir • Kristofer Hansson och Fredrik Johnsson • 2008-12-07
- Vansinnesdåden 2003 • Ida Lundqvist • 2008-12-21
- Kurdmorden • Kristofer Hansson • 2008-12-28

### 2009
- Året nynazisterna skakade Sverige • Daniel Värjö • 2009-03-15
- Ockupationen av socialstyrelsen • Sara Lundin • 2009-03-22
- Tjörnbrokatastrofen • Ida Lundqvist • 2009-03-29
- Massmordet i Falun 1994 • Carl-Magnus Helgegren • 2009-04-05
- Den svenska Vietnamrörelsen • Farid Mädjé • 2009-04-12
- Docklands • Tove Leffner och Agnes-Lo Åkerlind • 2009-04-19
- Baltutlämningen • Daniel Värjö • 2009-04-26
- Branden på M/S Scandinavian Star • Sara Lundin • 2009-05-08
- Sexsekten och Hans Scheike • Ida Lundqvist • 2009-05-10
- Haijbyaffären • Rickard Carlsson • 2009-05-17
- Ny demokrati • Anton Berg • 2009-10-11
- Operation Cobra • Fredrik Johnsson • 2009-10-18
- Almstriden i Kungsträdgården • Sara Lundin • 2009-10-25
- Porrkriget • Kristofer Hansson • 2009-11-01
- Sjukhusmorden i Malmö • Fredrik Johnsson • 2009-11-15
- Hagamannen • Carl-Magnus Helgegren • 2009-11-22
- Hormoslyrbesprutningarna • Kristofer Hansson • 2009-11-29
- Rasbiologiska institutet i Uppsala • Kristofer Hansson • 2009-12-06
- Salemmordet • Jalal Lalouni • 2009-12-13

### 2010
- Kidnappningen av Erik Westerberg • Kristofer Hansson • 2010-03-28
- Terrorbomberna i Köpenhamn • Martin Ezpeleta • 2010-04-04
- Smuggelhärvan på nordkoreanska ambassaden • Lovisa Lamm • 2010-04-11
- Svenskarna i Bosnienkriget • Fredrik Johnsson • 2010-04-18
- Folkomröstningen i Sjöbo • Daniel Värjö • 2010-04-25
- Tony Deogan och fotbollsvåldet • Carl-Magnus Helgegren • 2010-05-02
- Båstadskravallerna 1968 • Siri Ambjörnsson och Oivvio Polite • 2010-05-09
- Örnligan • Fredrik Johnsson • 2010-05-16
- Storsvindeln mot Allmänna arvsfonden • Karin Hållsten och Charlotte Lindqvist • 2010-05-23
- Stormen Gudrun • Erik Hedtjärn • 2010-05-30
- Egyptenavvisningarna • Tove Leffler och Lars Trudeson • 2010-06-06
- Knutbydramat • Emma Janke • 2010-10-17
- Fångupproret på Österåker • Emma Janke • 2010-10-24
- Andra världskriget: tysktågen, neutraliteten och Nordkalotten • Carl-Magnus Helgegren • 2010-10-31
- Arlandarånet • Anton Berg • 2010-11-07
- Spårvagnsolyckan i Göteborg • Ida Lundquist • 2010-11-14
- Alexandramannen • Sara Lundin • 2010-11-28
- Vipeholmsexperimenten • Ida Lundquist • 2010-12-05
- Flodvågskatastrofen • Anton Berg • 2010-12-12

### 2011
- Jönköpingskravallerna 1948 • Sara Lundin • 2011-03-20
- Sjukhusspionen • Tove Leffler • 2011-03-27
- Operation Sepals: CIA i Norrbotten • Carl-Magnus Helgegren • 2011-04-03
- Södermannen • Emma Janke • 2011-04-10
- Mordet på Helén från Hörby • Anna Gjöres • 2011-04-17
- Carl Gustav von Rosen och semesterkrigarna i Biafra • Marcus Hansson • 2011-04-24
- Sandhamnsligan • Fredrik Johnsson • 2011-10-02
- Polisrazzian i Alsike kloster • Martin Ezpeleta • 2011-10-09
- Gizmondos miljardkrasch • David Mehr och Amanda Rydman • 2011-10-23
- Skotten i Ådalen -31 • Sara Lundin • 2011-10-30
- Tobleroneaffären • Manuel Cubas och Isabell Höjman • 2011-11-06
- Klotterkriget och muthärvan på SL • Rosa Fernandez och Amanda Rydman • 2011-11-13
- Gryningspyromanen • Anna Gjöres • 2011-11-20
- Hedersmordet på Pela • Emma Janke • 2011-11-27

### 2012
- Spelskandalen 1990 • Anton Berg • 2012-03-11
- Svenskarna i finska vinterkriget • Simon Moser • 2012-03-18
- Mordet på Carolin Stenvall • David Carr • 2012-03-25
- Amaltheadådet – Sveriges första politiska bomb • Isabell Höjman och Manuel Cubas • 2012-04-01
- Våldtäktsmålet mot Billy Butt • Emma Janke • 2012-04-08
- Andy Warhols Brilloboxar • Anna Gjöres • 2012-04-15
- Rivningen av Klarakvarteren • Erik Hedtjärn • 2012-04-22
- Operation Leo • Fredrik Johnsson • 2012-04-29
- Gåtan Björkegren • Anton Berg • 2012-09-30
- Mordet på Engla Höglund • Therese Rosenvinge • 2012-10-07
- Dioxinfisken i Östersjön • Daniel Öhman och Malin Olofsson • 2012-10-14
- Enbomaffären • Fredrik Johnsson • 2012-10-28
- Diplomatdottern på Klong Prem • David Mehr • 2012-11-04
- Södertäljeflickan • Emma Janke • 2012-11-11

### 2013
- Peter Rätz: MC-infiltratören • Anton Berg • 2013-03-10
- Kreugerkraschen • Manuel Cubas • 2013-03-17
- Mordet i Keillers Park • Ida Lundqvist • 2013-03-24
- CIA:s hemliga propagandakrig i Sverige • Henrik Arnstad och Lovisa Lamm Nordenskiöld • 2013-03-31
- Mordet på Sara Westin och 5i12-rörelsen • Martin Ezpeleta • 2013-06-02
- Verklighetens Lilja 4-ever • Emma Janke • 2013-06-09
- Helikopterrånet • Anton Berg • 2013-06-16
- Kidnappningen av Ulrika Bidegård • Ida Lundqvist • 2013-06-22
- Punkmordet • Sara Lundin • 2013-10-13
- Folke Bernadotte och de vita bussarna • Simon Moser • 2013-10-20
- Svenska kuppen mot scientologerna 1996 • Anton Berg • 2013-11-03
- Operation Stella Polaris och signalspaningen • Carl-Magnus Helgegren • 2013-11-10
- Huddingehärvan och barnpornografivågen på 1990-talet • Emma Janke • 2013-11-17
- Dråpmisstänkta barnläkaren på Astrid Lindgrens barnsjukhus • David Mehr • 2013-11-23
- Blekingegadeligan • Rosa Fernandez och Lina Johansson • 2013-11-30

### 2014
- Rosengårdskravallerna 2008 • Matilda Uusijärvi Ek • 2014-03-23
- Spionaffären Ströberg • Karin Hållsten • 2014-03-30
- Tvind och UFF • Anna Gjöres • 2014-04-06
- Heta linjen • Marcus Hansson • 2014-04-13
- Nätpiraterna och The Pirate Bay • Manuel Cubas • 2014-04-20
- Branden på Sankt Sigfrids sjukhus • Simon Moser • 2014-04-27
- Nazisträttegångarna i Göteborg  • Anton Berg • 2014-05-04
- De von Sydowska morden • Sara Moein • 2014-05-11
- Kidnappningsförsöket på Peter Wallenberg och den sovjetiska kartläggningen • Carl-Magnus Helgegren • 2014-10-12
- Upproret på Anstalten Tidaholm • Martin Ezpeleta • 2014-10-19
- Orienteringsdöden • Anton Berg • 2014-10-26
- Kidnappningen av Uppsalastudenten • David Mehr • 2014-10-31
- Fallet Linda Chen • Sara Lundin • 2014-11-09
- Lindomefallet • Rosa Fernandez • 2014-11-16
- Stora gruvstrejken 1969–1970 • Anton Berg • 2014-11-23

### 2015
- P3 dokumentär 10 år – Jubileumspodden • Kristofer Hansson och Fredrik Johnsson • 2015-03-25
- Spionfallet på kinesiska ambassaden  • Lovisa Lamm Nordenskiöld • 2015-04-19
- Hiv-mannen  • Simon Moser • 2015-04-26
- Kirunasvenskarna – drömmen om Stalins Sovjet • Moa Larsson • 2015-05-03
- Panaxiahärvan • Johanna Langhorst • 2015-05-10
- Mordet på John Hron • Ida Lundqvist • 2015-05-17
- Terrorplanerna mot Jyllandsposten  • Magnus Arvidson • 2015-05-24
- Instagramupploppen i Göteborg  • Tove Palén • 2015-05-31
- Fallet Håkan Lans  • Fredrik Johnsson • 2015-06-07
- Legenden Leila K  • Sara Moein • 2015-06-14
- Mordet på Therese Johansson Rojo  • Hugo Lavett • 2015-06-24
- Mordet på Kevin • Linda Jensen Kidane • 2015-10-02
- Striden om de apatiska barnen • Rosa Fernandez • 2015-10-08
- Projekt Metropolit • Marcus Morey-Halldin • 2015-10-15
- Fallet Thomas Quick • Anton Berg • 2015-10-22
- Utvisningen av familjerna Sincari • Sara Lundin • 2015-10-29
- Självmordet på Flashback • Jack Werner • 2015-11-05
- Grupp 8 • Emma Janke • 2015-11-12
- Skolgårdsmordet i Bjuv • Jesper Engström • 2015-11-19
- Patrik Sjöberg och sexövergreppen • Marcus Leifby och Karin Hållsten • 2015-11-26
- Slaget om Mostar • Arvid Hallberg • 2015-12-03

### 2016
- Fallet Marina Johansson • Maria Hansson Trans • 2016-04-24
- Flyktingbåtarna till Gotland på 1990-talet • Linda Jensen Kidane • 2016-05-01
- Spice-epidemin • Lasse Edfast • 2016-05-08
- Värstingresan • Laura Wihlborg • 2016-05-15
- Dag Hammarskjöld och dödskraschen • Karin Hållsten • 2016-05-22
- Fallet Bobby • Ida Lundqvist • 2016-05-29
- Statskuppen i Chile • Martín Ezpeleta • 2016-06-05
- Polismordet i Högdalen • Fredrik Johnsson • 2016-06-12
- Fallet Sofie • Lasse Edfast • 2016-06-19
- Utöya, 22 juli 2011 • Hugo Lavett • 2016-07-17
- Mordet på 2Pac • Måns Mosesson • 2016-09-18
- Hedersmodet på Abbas Rezai • Sigrid Edsenius • 2016-10-02
- Lewinskyaffären • Magnus Arvidson • 2016-10-16
- Dödsolyckan i Lillhärdal • Maria Hansson Trens • 2016-10-30
- Terrordåden i Paris - P3 Nyheter dokumentär  • Martina Pierro • 2016-11-13
- Ericsson och mutskandalen • Daniel Öhman • 2016-11-27
- Caremaskandalen • Eva-Lisa Wallin • 2016-12-11
- Den dödsdömda polarexpeditionen • Julia Lundberg • 2016-12-25

### 2017
- Dödsskjutningen på Bromma gymnasium • Lasse Edfast • 2017-01-08
- Tvångssteriliseringarna av transpersoner • Therese Rosenvinge • 2017-01-22
- Barnamorden i Arboga • Sofia Sofroniadou • 2017-02-05
- Dopingsskandalen i Lahtis • Hugo Rennéus • 2017-02-19
- Kumlafallet • Emma Janke • 2017-03-05
- Dödstragedin på Roskildefestivalen • Karin Hållsten • 2017-03-19
- Black metal-morden • Tove Palén • 2017-04-02
- Tågkraschen i Lerum • Maria Hansson Trens • 2017-04-30
- Stenbergapyromanen • Martin Jönsson • 2017-05-14
- Mirakeldoktorn i Aneby • Marcus Morey-Halldin • 2017-05-28
- Peter Mangs och morden i Malmö • Arvid Hallberg • 2017-06-11
- Säldöden • Gustav Asplund • 2017-06-25
- Gängskjutningen på Vår Krog & Bar • Karwan Faraj • 2017-07-11
- Dödsskjutningen i Rödeby • Sigrid Edsenius • 2017-07-23
- De finska krigsbarnen • Lotta Hoppu • 2017-08-06
- Brandkatastrofen på Borås stadshotell • Maria Hansson Trens • 2017-08-20
- Annika Östberg och polismordet i Lakeport • Martin Ezpeleta • 2017-09-03
- Gisslandramat i Hallsberg • Jennifer Rochette • 2017-09-17
- Skolskjutningen i Jokela • Elin von Wright • 2017-10-01
- Hansakatastrofen • Maria Ridderstedt • 2017-10-15
- Sprängningen av Rainbow Warrior • Linda Jensen Kidane • 2017-10-29
- Nazistattacken i Kärrtorp • Martin Jönsson • 2017-11-12
- Knarkkungarna på darknet • Pernilla Wadebäck • 2017-11-26
- Mordet på Elin Krantz • Lasse Edfast • 2017-12-10

### 2018
- Mordförsöket på imamen i Strömsund • Julian Evans och Adam Holmertz • 2018-01-07
- Jakten på atombomben • Hugo Rennéus • 2018-01-21
- Dödsmisshandeln av Riccardo Campogiani • Hanna Frelin • 2018-02-04
- Londonbomberna • Martina Pierrou • 2018-02-18
- Asbestdöden • Arvid Hallberg • 2018-04-03
- Häktesmordet • Sofia Sofroniadou • 2018-03-18
- Vansinnesdådet i Bollnäs • Lasse Edfast • 2018-04-01
- Mordet på Lisa Holm • Pernilla Wadebäck • 2018-04-15
- Mordet på Lotta • Emma Janke • 2018-04-29
- Svininfluensan och vaccinets offer • Ida Lundqvist • 2018-05-27
- Slaget om kvarteret Mullvaden • Arvid Hallberg och Jonna Westin • 2018-06-10
- Skottdramat i Gävle • Viktor Papini • 2018-06-24
- Lockerbieattentatet • Carl-Johan Ulvenäs • 2018-07-08
- Familjen – Tonårsligan från Borlänge • Sigge Dabrowski • 2018-07-19
- Skejtcoachen och förnedringsövningarna • Arvid Hallberg • 2018-08-05
- Solvallamordet • Martin Jönsson • 2018-08-19
- Prinsessan Dianas död • Robin Jonsson • 2018-09-16
- Örebromannen • Caroline Lundin, Ivan Solander och Matilda Blom • 2018-09-30
- Mutskandalen på Systembolaget • Moa Soltanian Magnusson • 2018-10-14
- Skolattacken i Trollhättan • Emelie Rosén • 2018-10-28
- Flyktingsmugglaren i Heidari • Maria Hansson Trens • 2018-11-11
- Fifa-skandalen • Emelie Zaar Ölander • 2018-11-25
- Vargolyckan på Kolmården • Ida Lundqvist • 2018-12-09

### 2019
- Rekordkuppen mot Gotabanken • Martin Jönsson • 2019-01-06
- Orkanen Katrina • Maria Hansson Botin • 2019-01-20
- Lex Sarah, vårdskandalen och visselblåsaren • Hugo Lavett • 2019-02-03
- Watergate • Olivia Sandell • 2019-02-17
- Mordet på Nils Horner • Hannah Engberg • 2019-03-03
- Shaken baby-skandalen • Evalisa Wallin • 2019-03-17
- Galna ko-sjukan • Hugo Lavett • 2019-03-31
- Sveriges hemliga strid mot apartheid • Robin Jonsson • 2019-04-14
- Husbykravallerna • Paloma Vangpreecha • 2019-04-28
- Greklandskrisen och Gyllene gryning • Siri von Malmborg • 2019-05-12
- Våldtäktsdrogen Rohypnol • Lasse Edfast • 2019-05-26
- Stonewallupproret • Palmira Koukkari Mbenga • 2019-06-09
- Helikopterkraschen i Göteborgs skärgård • Alexandra Sannemalm. • 2019-06-23
- Maskeradligan • Olivia Sandell • 2019-07-07
- Charles Manson och Hollywoodmorden • Robin Jonsson • 2019-07-21
- Fosterbarnsskandalen • Martina Pierrou • 2019-08-04
- Terrorbomberna på Bali • Karin Hållsten • 2019-08-18
- Bussolyckan på klassresan i Norge • Sindre Leganger • 2019-09-01
- Terrorsyskonen och IS • Karwan Faraj • 2019-09-12
- Striden om Ojnareskogen • Daniel Värjö • 2019-09-29
- Gisslandramat på USA:s ambassad i Teheran • Love Lyssarides • 2019-10-13
- Tragedin i Anarisfjällen • Jimmy Halvarsson och Fredrik Vestberg • 2019-10-27
- Nätpedofilen i Husby • Pernilla Wadebäck • 2019-11-10
- Dubbelmordet på Ikea • Matilda Blom och Ivan Solander • 2019-11-24
- Äventyraren Göran Kropp och dödsklättringen • Karolin Axelsson • 2019-12-08
- Självmordsbombaren på Bryggargatan • Sara Olsson • 2019-12-22

### 2020
- Våldtäktsfallet i Billdal • Martina Pierrou • 2020-01-05
- Agentmordet i Lillehammer • Simon Moser • 2020-01-19
- P-pillerskräcken • Olivia Sandell • 2020-02-02
- Jonestown-sekten • Robin Jonsson • 2020-02-16
- Guantánamo och kriget mot terrorismen • Maria Hansson Botin • 2020-03-01
- Morddomen mot Esa Teittinen • Elin von Wright • 2020-03-15
- Robert Mugabe – hjälten som blev diktator • Markus Alfredsson • 2020-03-29
- Ship to Gaza och dramat på Medelhavet • Anna Gjöres • 2020-04-12
- Dödsolyckan på K2 • Matilda Blom och Ivan Solander • 2020-04-26
- Kapten Klänning • Ida Lundqvist • 2020-05-07
- Lars Vilks, rondellhunden och attacken i Köpenhamn • Arvid Hallberg • 2020-05-24
- Dödsskjutningen av Trayvon Martin • Sara Olsson • 2020-06-07
- FN och pedofilskandalen • Johan Pehrson och Siri Lallerstedt • 2020-06-21
- Folkmordet i Srebrenica • Martina Pierrou • 2020-07-05
- Blodskandalen • Patricia Higson • 2020-07-19
- Domedagssektens saringasattack i Tokyos tunnelbana • Andreas Ståhl • 2020-08-02
- Kattmördaren • Lova Nyqvist Sköld • 2020-08-16
- Rasistmordet i Klippan • Sigrid Edsenius • 2020-08-302
- Livets ord, kyrkan och demonerna • Sebastian Hedlund • 2020-09-13
- Undergångssekten i Waco • Emelie Svensson • 2020-09-27
- Katastrofen på oljeriggen i Nordsjön • Edvard Hambro • 2020-10-11
- Skräckdopningen i Östtyskland • Martin Hedberg • 2020-10-25
- Massakern vid himmelska fridens torg • Therese Rosenvinge • 2020-11-08
- Dubbelmordet i Linköping • Lova Nyqvist Sköld • 2020-11-22
- Förbudet mot barnaga • Jonna Burén • 2020-12-03
- Ebolaviruset • Gustav Asplund • 2020-12-17

### P3 Dokumentär Special
- ...griper efter queera skuggor... • Special • 2007-08-19
- Aborten  • Special  • 2007-08-26
- Myten om mödomshinnan • Special • 2007-09-02
- Orgasmens historia • Special • 2007-09-09
- Sexköpslagen• Special • 2008-05-25
- Vem får bo i Europa • Special • Daniel Värjö • 2009-05-31
- Ett år med finanskris • Special • Daniel Värjö • 2009-10-04
- Järnridån som föll - Berlinmuren 20 år • Special • Daniel Värjö • 2009-11-08
- Från "Klick!" till "Ja, ja, ja!" • Special • Matilda Rangborg och Anna Göres • 2010-06-13
- Palmemordet • Fredrik Johnsson och Kristofer Hansson • 2011-02-27

### P3 Dokumentär Världen
- Sunday Bloody Sunday • Thella Johnson • 2010-07-25
- Nelson Mandela och kampen mot apartheid • Daniel Värjö • 2010-08-01
- Rodney King och kravallerna i Los Angeles • Katarina Andersson • 2010-08-08
- Pedofilskandalen i Belgien • Tove Leffler • 2010-08-15
- Farcgerillan - kommunism, kokain och kidnappningar • Martin Ezpeleta • 2010-08-22
- Piratpillren och striden om HIV-medicinerna • Måns Mosesson • 2010-08-29
- Mordet på Pim Fortuyn • Tove Leffler • 2011-07-03
- Den tyska terrorhösten 1977 • Rosa Fernandez och Lina E Johansson • 2011-07-10
- Folkmordet i Rwanda • David Mehr • 2011-07-24
- Francodiktaturen • Shahab Ahmadian och Manuel Cubas • 2011-07-31
- Ungdomens hus i Köpenhamn • Anna Gjöres • 2011-08-07
- Terrorattackerna den 11 september • Måns Mosesson • 2011-08-14
- Skolskjutningen på Columbine High School • David Mehr • 2012-07-01
- Historien om Christiania • Anna Gjöres • 2012-07-08
- Alta-konflikten - från civil olydnad till samisk terrorism • Carl-Magnus Helgegren • 2012-07-15
- Dammkatastrofen i Sevilla • Manuel Cubas och Johanna Langhorst • 2012-07-22
- Falklandskriget • Martin Ezpeleta • 2012-07-29
- Granaten Excalibur - och den svenska vapenexporten • Måns Mosesson • 2012-08-05

## Utmärkelser
- Radioåret 2016 - Vinnare av Svenska podradiopriset i kategorin Bästa nyheter, ekonomi och samhälle
- Susanne Björkman-stipendiet 2014 till P3 dokumentär Verklighetens Lilja 4-ever av Emma Janke
- 2011 - Vinnare av 2010 års Lars Salvius-priset
- 2010 - Vinnare av Svenska podradiopriset i kategorin Bästa nyheter, ekonomi och samhälle
- 2009 - Utsett till Årets Public Service 2009 av Radioakademin och vinnare av Stora Radiopriset
- 2009 - Vinnare av Svenska podradiopriset i kategorin Bästa nyheter, ekonomi och samhälle
- 2008 - Vinnare av Svenska podradiopriset i kategorin Bästa nyheter, ekonomi och samhälle
- 2007 - Vinnare av Svenska podradiopriset i kategorin Bästa nyheter, ekonomi och samhälle